# 하나노이군과 상사병
하나노이군과 상사병(花野井くんと恋の病)은 모리노 메구미가 쓰고 그린 일본 만화 시리즈이다. 2017년 12월부터 고단샤의 잡지 Dessert에서 연재를 시작했다. 2023년 11월 기준 단행본 14권이 발매되었다. 이스트 피시 스튜디오(East Fish Studio)가 제작한 애니메이션 TV 시리즈 각색판은 2024년 4월 4일에 방영하고 있다.

## 미디어

### 만화
이 시리즈는 모리노 메구미가 쓰고 그림을 그렸다. 2017년 12월 22일에 출시된 Dessert 2018년 2월호에 첫 선을 보였다. 첫 번째 볼륨은 2018년 5월 11일에 출시되었다. 이 시리즈는 2023년 11월 24일에 최종 호에 도달했다. 2023년 11월 기준 단행본 14권이 출시되었다.
2020년 3월 8일, 고단샤 USA는 이 시리즈를 디지털로 출판할 것이라고 발표했다. 애니메 엑스포 2022의 패널에서 고단샤 USA는 2023년 2분기에 만화를 출판하기 시작할 것이라고 발표했다.

### 애니메이션
애니메이션 TV 시리즈 각색은 2023년 6월 7일에 발표되었다. 이스트 피시 스튜디오에서 제작하고 마키노 토모에가 감독하며 대본은 아마미야 히토미, 캐릭터는 사토 아키코가 디자인하고 음악은 야마조가 작곡할 예정이다. 이 시리즈는 TBS 및 계열사를 통해 2024년 4월 첫 방송될 예정이다.